# Obra Prima (álbum)
Obra Prima é o nono álbum de estúdio da cantora brasileira Damares, lançado em 4 de novembro de 2016 com distribuição da gravadora Sony Music Brasil.
O projeto conta com quinze faixas, onze delas produzidas por Melk Carvalhêdo e quatro por Rogério Vieira. O repertório foi selecionado por Damares e Melk entre os anos de 2015 e 2016, num processo que envolveu mais de quatrocentas músicas. O álbum também abrange uma versão em vídeo DVD, com clipes e material exclusivo, dirigido por Hugo Pessoa.[carece de fontes?]
Antes mesmo do lançamento, o álbum já tinha vendido 50 mil cópias, um recorde para o meio gospel, arrecadando outro certificado de ouro para a cantora. Após alguns meses o álbum já tinha vendido 80 mil cópias.[carece de fontes?]

## Faixas
| N.º | Título                 | Compositor(es)                            | Duração |  |
| 1.  | "Geração que Clama"    | Anderson Freire                           | 05:30   |  |
| 2.  | "Perfeito Louvor"      | Anderson Freire                           | 05:27   |  |
| 3.  | "Ressuscita"           | Moisés Cleyton                            | 04:54   |  |
| 4.  | "Obra Prima"           | Tony Ricardo                              | 05:34   |  |
| 5.  | "Sou o que Sou"        | Cláudio Louvor                            | 05:23   |  |
| 6.  | "Nas Mãos de Deus"     | Jhonny Santos                             | 05:22   |  |
| 7.  | "Vou Louvar"           | Jodson Sousa, Kássia Sousa e Daiane Silva | 03:56   |  |
| 8.  | "Na Orla do Teu Manto" | Moisés Cleyton                            | 05:27   |  |
| 9.  | "Brilha"               | Cláudio Louvor                            | 04:38   |  |
| 10. | "Ouve Senhor"          | Moisés Cleyton                            | 05:28   |  |
| 11. | "Sobrevivi"            | Johnny Santos                             | 04:02   |  |
| 12. | "A Glória É Tua"       | Leandro Borges                            | 05:21   |  |
| 13. | "Poema de Amor"        | Júnior Maciel e Josias Teixeira           | 05:40   |  |
| 14. | "Adoremos"             | Moisés Cleyton                            | 04:14   |  |

| Críticas profissionais | Críticas profissionais |
| Avaliações da crítica  | Avaliações da crítica  |
| Fonte                  | Avaliação              |
| ---------------------- | ---------------------- |
| Super Gospel           | [ 2 ]                  |

## Ficha Técnica
- Produção executiva: Sony Music Brasil
- Diretor executivo de A&R: Maurício Soares
- Fotografia: Possato
- Projeto gráfico: Quartel Design

Músicas 6, 8, 10 e 12:
- Produção musical: Rogério Vieira
- Arranjos: Rogério Vieira
- Pianos, teclados e synths designer: Rogério Vieira
- Guitarras e violões: Sérgio Knust
- Baixo: Charles Martins
- Bateria: Thiago Reuel
- Back-vocal: Paulo Zuckini, Hedy Barbosa, Ericka Nascimento e Paloma Possi
- Gravado e mixado por Edinho Cruz
- Gravação de base: Reuel Estúdios
- Gravação de voz e backs: Mosh Estúdios
- Masterização: Luciano Vassão - Master Final Studios (SP)

Músicas 1, 2, 3, 4, 5, 7, 9, 11, 13 e 14:
- Produção musical e arranjos: Melk Carvalhêdo
- Violões: Melk Carvalhêdo
- Guitarras: Márcio Carvalho e Gui Carvalhêdo
- Teclados e piano: Rafael Fagundes e Jorginho Araújo
- Baixo: Fábio Aposan e Henrique Oliveira
- Bateria acústica: Juninho Sanches, Tarcísio Buick e Cléverson Silva
- Violinos: Winston Ramalho, Ricardo Molter, Juliane Weingartner e Freitas
- Violas: Cristine Marquardt
- Cello: Romildo
- Back-vocal: Aldo Gouveia, Ed Fernando, Adiel Ferr, Raquel Farias, Jéssica Ramalho e Gisele Godoi
- Técnicos de gravação: Gabriel, Fabiano Vieira, Edinho Cruz e André Malaquias
- Gravação de base: Studio Grave
- Gravação de voz: Mosh Estúdios
- Gravação de backs: JCP Studios
- Gravação de cordas: RTK Studios (Curitiba-PR)
- Mixado por Edinho Cruz e Melk Carvalhêdo
- Mixado no Reuel Estúdios (RJ)